# جورجیسا بیدوف

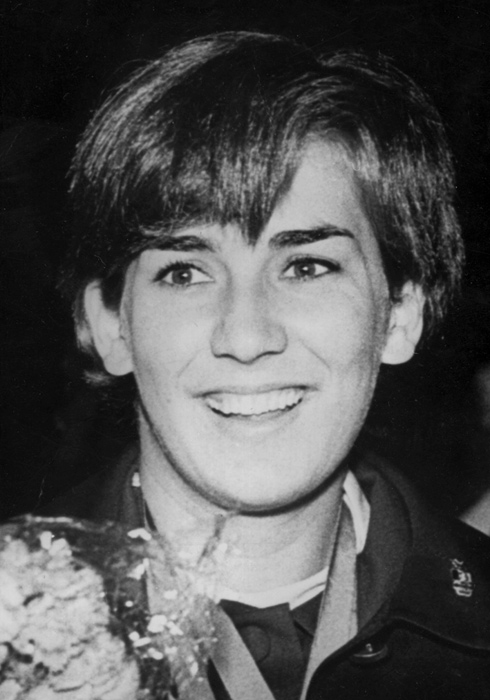
جورجیسا بیدوف شناگر اهل کرواسی - ۱۹۶۸

جورجیسا بیدوف (انگلیسی: Đurđica Bjedov) (زاده ۵ آوریل ۱۹۴۷ - اسپلیت) شناگر اهل کشور یوگسلاوی و کرواسی بوده است.
از افتخارات وی می‌توان به کسب مدال طلا ۱۰۰ متر شنای قورباغه و مدال نقره ۲۰۰ متر شنای قورباغه در بازی‌های المپیک تابستانی ۱۹۶۸ اشاره کرد.